# Cordón Lobell
Cordón Lobell (spanisch, in Argentinien Cordón Giovannini) ist ein Gebirgskamm im Zentrum der Trinity-Halbinsel im Grahamland auf der Antarktischen Halbinsel. Er ragt 20 km südsüdöstlich des Kap Ducorps auf. Zu ihm gehört der Jarlowo-Nunatak.
Chilenische Wissenschaftler benannten ihn in der falschen Annahme, es handele sich dabei um ihren Landsmann, nach dem US-amerikanischen Biologen Milton John Lobell (1912–1988), einem Teilnehmer der United States Antarctic Service Expedition (1939–1941). Der Namensgeber der argentinischen Benennung ist nicht überliefert.